# Lamotte-Beuvron
Lamotte-Beuvron je naselje in občina v osrednjem francoskem departmaju Loir-et-Cher regije Center. Leta 2010 je naselje imelo 4.736 prebivalcev.

## Geografija
Kraj leži v pokrajini Orléanais ob reki Beuvron, 60 km vzhodno od Bloisa, 36 km južno od Orléansa.

## Uprava
Lamotte-Beuvron je sedež istoimenskega kantona, v katerega so poleg njegove vključene še občine Chaon, Chaumont-sur-Tharonne, Nouan-le-Fuzelier, Souvigny-en-Sologne, Vouzon in Yvoy-le-Marron z 11.259 prebivalci (v letu 2010).
Kanton Lamotte-Beuvron je sestavni del okrožja Romorantin-Lanthenay.

## Zanimivosti
- grad château de Saint-Maurice s pripadajočimi poslopji in parkom (parc équestre fédéral), središčem francoskega konjeništva,
- neoromanska cerkev sv. Ane iz sredine 19. stoletja, francoski zgodovinski spomenik od leta 1986,
- hotel restavracija Tatin, znana po gastronomski specialiteti - jabolčni piti, imenovani po sestrah Tatin, ki so zanjo iznašle recept konec 19. stoletja.

- Sveta Ana
- hôtel Tatin
- Spomenik mrtvim

## Promet
Na ozemlju občine se nahaja priključek na državno avtocesto A71, ki povezuje Orléans s Clermont-Ferrandom.
- železniška postaja Gare de Lamotte-Beuvron na progi Aubrais Orléans - Montauban Ville-Bourbon.